# Politbureau van de BKP
Het Politbureau van het Centraal Comité van de Bulgaarse Communistische Partij (Bulgaars: Политбюро на ЦК на БКП), was het hoogste beleidsbepalende orgaan van de Bulgaarse Communistische Partij (BKP).
Het Politbureau werd gekozen door het Centraal Comité van de BKP en was belast met het dagelijks bestuur van de partij. Het Politbureau bestond uit kandidaat-leden (niet-stemhebbende leden) en (stemhebbende) leden. Veel leden van het Politbureau waren ook lid van het Secretariaat. De eerste secretaris (sinds 1981: secretaris-generaal) van de partij zat de vergaderingen van het Politbureau - gewoonlijk wekelijks - voor. De zittingen van het Politbureau en de besluiten die werden genomen waren strikt geheim.
In theorie moest het Politbureau verantwoording afleggen aan het Centraal Comité en het Partijcongres, in praktijk bleek dit echter niet zo te zijn en bleek het Politbureau het ware machtsorgaan van de BKP te zijn.
Omdat niet alleen het beleid van de partij door het Politbureau werd bepaald, maar ook het staatsbeleid, was het Politbureau in feite het machtigste orgaan van het land.
Met de ontbinding van de BKP in 3 april 1990, verdween ook het Politbureau.